# Buenos Aires, Álamo Temapache
Buenos Aires är en ort i Mexiko.   Den ligger i kommunen Álamo Temapache och delstaten Veracruz, i den sydöstra delen av landet, 220 km nordost om huvudstaden Mexico City. Buenos Aires ligger 60 meter över havet och antalet invånare är 1 042.
Terrängen runt Buenos Aires är huvudsakligen platt, men åt nordost är den kuperad. Terrängen runt Buenos Aires sluttar norrut. Runt Buenos Aires är det ganska tätbefolkat, med 166 invånare per kvadratkilometer. Närmaste större samhälle är Álamo, 11,0 km nordväst om Buenos Aires. Trakten runt Buenos Aires består till största delen av jordbruksmark.